# Danaus dorippus
Danaus dorippus là một loài bướm thuộc chi Danaus, họ Bướm giáp.

## Mô tả
Danaus dorippus có kích thước trung bình với sải cánh dài khoảng 60–80 milimét (2,4–3,1 in). Cơ thể là màu đen với một vài đốm trắng. Các cánh sắc nâu và có một đường viền mỏng màu đen kèm theo một loạt các điểm bán nguyệt màu trắng. Cánh chân sau có điểm 3-4 màu đen xung quanh trung tâm.
Loài này được mô phỏng (bắt chước Batesian) bởi những con cái của Hypolimnas misippus, dạng inaria, có đầu cánh trước có đốm trắng.

## Phân bố
Loài này có thể được tìm thấy ở Đông và Nam Phi (chủ yếu ở Kenya, Uganda, Erythrea, Oman, Tanzania) và không thường xuyên ở Ấn Độ.